# Festival panafricain du cinéma et de la télévision de Ouagadougou 2005
Le FESPACO 2005 est la 19e édition du Festival panafricain du cinéma et de la télévision de Ouagadougou. Richard Bohringer est le premier parrain officiel lors de cette dix-neuvième édition qui se tient du 26 février au 5 mars. La thématique de cette édition est Formation et enjeux de la professionnalisation, également sujet du colloque universitaire.

## Contexte
Sa dette s'élevant à plusieurs milliards, la SONACIB (Société nationale de distribution et d'exploitation cinématographique) avait été placée sous administration provisoire en août 1993. Sa mise sous liquidation administrative n'est cependant prononcée que fin 2003, le gouvernement confiant ces secteurs à une société privée en janvier 2004, l’ARPA (Association des réalisateurs et producteurs africains), dont le délégué général est Idrissa Ouedraogo. Le 21 février 2004, celui-ci annonce que le ministère des Arts, de la Culture et du Tourisme du Burkina Faso lui confie pour deux ans, la gestion du Ciné Burkina, une des deux principales salles de cinéma de Ouagadougou.
À la suite d'un premier atelier sur la critique de cinéma ayant regroupé 26 journalistes culturels de quatre pays africains durant le Fespaco 2003, une dynamique de regroupement et de mise en réseau débouche en octobre 2004 à Tunis sur une organisation en associations de critiques nationales se fédérant dans la Fédération africaine de la critique cinématographique. Un nouvel atelier est organisé durant le Fespaco 2005 qui produit le bulletin Africiné. Le premier numéro comporte la Charte de Tunis qui insiste sur « l'importance d'une critique africaine captable de servir d'intermédiaire entre les cinéastes africains et leur public ». Le site africine.org créé par la Fédération se donne pour but de donner à la critique une visibilité et de soutenir l'émergence d'une réseau professionnel panafricain. Dans ce cadre, l'Association des critiques de cinéma du Burkina (ASCRIC-B) a vu le jour le 28 février 2004, présidée par le journaliste-critique Clément Tapsoba. Ses membres participent à l'animation du ciné-club organisé au siège du Fespaco un vendredi sur deux depuis le 4 janvier 2002.
C'est à partir de 2005 que l'on remarque une entrée et une implication massive de l'Afrique du Sud dans les cinémas d'Afrique, ce qui génère, selon Colin Dupré, « une rivalité avec le Burkina Faso qui craint pour son influence ». L'attribution en 2005 de l'Étalon d'or de Yennenga à Drum de Zola Maseko malgré une production et des acteurs américains, et un total de cinq prix au palmarès, aggrave encore cette impression.

## Préparation
Initiative essentielle de cette 19e édition, l'Étalon de Yennenga est divisé en or, argent et bronze, de même que la compétition de courts métrages est récompensée par des Poulains d'or, d'argent et de bronze.
170 films sont au programme, dont 20 longs métrages et 20 courts métrages en compétition officielle. Pour le prix Paul Robeson, six longs métrages de la diaspora sont en compétition. La création de ce prix est le résultat d'attentes longtemps formulées par les cinéastes de la diaspora anglo-saxonne, dont les films sont sous-représentés. Haïlé Gerima est l'une des principales personnalités à militer pour ce prix : il critique « la domination de la France sur le festival ». Une initiative est lancée pour la création de ce prix, soutenue par les 150 membres d'un groupe de discussion dédié sur internet (Paul Robeson Award Initiative), qui ont fait venir près de 50 cinéastes et 30 films au Fespaco (6 sont en compétition pour le prix Paul Robeson et les autres pour un prix spécial de la diaspora). Le délégué général Baba Hama a remercié par un message spécial la responsable de l'initiative : C. Sade Turnipseed.

## Déroulement
Une parade avec des marionnettes géantes est organisée le matin du 26 février dans les artères de Ouagadougou. La cérémonie d'ouverture est marquée dans l'après-midi par la mort de deux personnes lors d'une bousculade pour entrer dans le Stade du 4 août. Une dizaine de blessés sont transportés d'urgence à l'hôpital Yalgado. Le spectacle musical avec les troupes Kuigba, les AS DJ, le groupe Yeelen, Madson Junior et le concert de Salif Keïta en boubou de chasseur dozo a quand même lieu après que le Délégué général Baba Hama ait demandé une minute de silence. Le clap d'ouverture du festival est donné par le président de l'Assemblée nationale, Roch Marc Christian Kaboré, suivi du traditionnel spectacle son et lumière. Le film d'ouverture projeté le soir est Les Amants de Mogador du Marocain Souheil Ben Barka.
Malgré l'incertitude posée par des chercheurs sur le fait qu'Afrique-sur-Seine de Paulin Soumanou Vieyra (1955) soit le premier film africain, un hommage aux pionniers du 7e art africain a lieu dans la matinée du 27 février avec la projection de ce film et de Borom Sarret d'Ousmane Sembène (1963). Sont également honorés Ababacar Samb Makharam, Oumarou Ganda, Mamadou Djim Kola et Djibril Diop Mambety. Une exposition dénommée Cinégritude est initiée par l'association des Jeunes Artistes du Burkina d'Hamidou Zoetaba dans le jardin du Centre Culturel Français Georges Méliès qui porte sur les figures légendaires des cinémas d'Afrique : des caricatures de Damien Glez font beaucoup rire le public. Une autre exposition, L'Allée des rois,  se tient à la Maison du peuple avec une soixantaine de photos de rois burkinabè dont 35 chefs mossi ou Naaba.
Un focus sur le cinéma latino-américain et des Caraïbes est organisé ainsi qu'un focus sur la cinéaste allemande Margarette von Trotta et sur le cinéma de la République de Chine. La traditionnelle Soirée de la mode a lieu le 3 mars et présente notamment des tenues portées dans des films africains.
Un panel sur La critique cinématographique en Afrique : contraintes et perspectives est organisé, occasion de lancer le livre collectif sur le cinquantenaire des cinémas d'Afrique noire : Afriques 50 - singularités d'un cinéma pluriel.
Une programmation de 72 films est proposée pour la 2e édition de Côté Doc au Centre culturel français Georges Méliès. La manifestation met à disposition un catalogue détaillé en couleurs et un prix spécial de la meilleure œuvre documentaire est remis par un jury composé de Samba Félix Ndiaye (cinéaste documentariste, Sénégal), Saturnin Samba (Association Ecrans, Burkina Faso), Isabel Arrate Fernandes (IDFA, Pays-Bas), Claire Diao (CCF Georges Méliès de Ouagadougou) et Assita Sangare (Ciné-club des lycéens de Ouagadougou).

## Jurys
D'après le catalogue du festival
Le jury longs métrages est présidé par le réalisateur marocain Souheil Ben Barka et composé du réalisateur sénégalais Mansour Sora Wade, de l'ancien directeur du Centre de la cinématographie du Burkina Faso Paul Zoumbara, du critique français Olivier Barlet, de l'acteur américain Dany Glover, de l'actrice martiniquaise France Zobda et de l'écrivaine camerounaise Calixthe Beyala.
Le jury courts métrages est présidé par l'acteur et réalisateur béninois Sanvi Panou, et composé de l'actrice burkinabè Aï Keita, du réalisateur congolais David-Pierre Fila, du producteur zimbabwéen Isaac Mabhikwa et du réalisateur algérien Mostéfa Djadjam.
Le jury TV-Vidéo est présidé par la journaliste et productrice rwandaise Chantal Bagilishya, et composé du réalisateur tunisien Hichem Ben Ammar, du réalisateur ghanéen John Akomfrah, de l'acteur et réalisateur béninois Ignace Yechenou et du journaliste burkinabè Yacouba Traoré.

## Sélections officielles
Sur la base du Catalogue de l'édition 2005 ; par ordre alphabétique de pays

### Longs métrages en compétition
20 films de 10 pays sont en compétition pour l'Étalon de Yennenga. Trois sont réalisés par une femme.
| Titre                          | Réalisation         | Pays                             | Minutes |
| ------------------------------ | ------------------- | -------------------------------- | ------- |
| Beat the drum (en)             | David Hickson       | Afrique du Sud                   | 113     |
| Drum                           | Zola Maseko         | Afrique du Sud                   | 104     |
| Max and Mona                   | Teddy Mattera       | Afrique du Sud                   | 98      |
| Zulu Love Letter               | Ramadan Suleman     | Afrique du Sud                   | 105     |
| El Manara                      | Belkacem Hadjadj    | Algérie                          | 93      |
| Les Suspects                   | Kamal Dehane        | Algérie                          | 105     |
| Un héros                       | Zézé Gamboa         | Angola                           | 97      |
| La Nuit de la vérité           | Fanta Régina Nacro  | Burkina Faso                     | 100     |
| Ouaga saga                     | Dani Kouyaté        | Burkina Faso                     | 90      |
| Sous la clarté de la lune      | Apolline Traoré     | Burkina Faso                     | 90      |
| Tasuma                         | Kollo Daniel Sanou  | Burkina Faso                     | 85      |
| Le Malentendu colonial         | Jean-Marie Teno     | Cameroun                         | 87      |
| La Chambre noire               | Hassan Benjelloun   | Maroc                            | 115     |
| Le Grand voyage                | Ismaël Ferroukhi    | Maroc                            | 108     |
| Valley of the Innocent         | Branwen Okpako (en) | Nigeria                          | 85      |
| La Danse du vent               | Taïeb Louhichi      | Tunisie                          | 80      |
| Le Prince                      | Mohamed Zran        | Tunisie                          | 108     |
| Le Jardin de papa              | Zeka Laplaine       | République démocratique du Congo | 75      |
| Les Habits neufs du gouverneur | Mwezé Ngangura      | République démocratique du Congo | 87      |
| Un amour d'enfant              | Ben Diogaye Beye    | Sénégal                          | 96      |

### Courts métrages en compétition
| Titre                                     | Réalisation               | Pays                             | Minutes |
| ----------------------------------------- | ------------------------- | -------------------------------- | ------- |
| Cousines                                  | Lyes Salem                | Algérie                          | 32      |
| Le Secret de Fatima                       | Karim Bensalah            | Algérie                          | 30      |
| L'Autre mal                               | Tahirou Tasséré Ouedraogo | Burkina Faso                     | 24      |
| Descente                                  | Jacky Ido                 | Burkina Faso                     | 13      |
| Rencontre en ligne                        | Adama Roamba              | Burkina Faso                     | 12      |
| Safi la petite mère                       | Raso Ganemtoré            | Burkina Faso                     | 26      |
| Tiga au bout du fil                       | Rasmané Tiendrébéogo      | Burkina Faso                     | 10      |
| Pour la nuit                              | Isabelle Boni-Claverie    | Côte d'Ivoire                    | 27      |
| Be Kunko                                  | Cheick Fantamady Camara   | Guinée                           | 31      |
| Aïcha                                     | Newton Aduaka             | Nigeria                          | 13      |
| La Jarre                                  | Mohammed Ahed Bensouda    | Maroc                            | 11      |
| Une place au soleil                       | Rachid Boutounes          | Maroc                            | 10      |
| Prince Loseno                             | Kibushi Ndjate Wooto      | République démocratique du Congo | 29      |
| Aligato                                   | Maka Sidibé               | Sénégal                          | 10      |
| Le Sifflet                                | As Thiam                  | Sénégal                          | 22      |
| Casting pour un mariage                   | Farès Naânaâ              | Tunisie                          | 13      |
| Romantisme : deux comprimés matin et soir | Mohamed Ben Attia         | Tunisie                          | 18      |
| Les Poupées de sucre                      | Anis Lassoued             | Tunisie                          | 34      |
| Visa (La Dictée)                          | Ibrahim Letaïef           | Tunisie                          | 29      |
| Kare Kare Zwako-Mother's Day              | Tsitsi Dangarembga        | Zimbabwe                         | 30      |

### Panorama des cinémas d'Afrique: longs métrages
| Titre                                          | Réalisation                       | Pays           | Minutes |
| ---------------------------------------------- | --------------------------------- | -------------- | ------- |
| La Caméra de bois (en)                         | Ntshavheni Wa Luruli              | Afrique du Sud | 90      |
| Engagement critique                            | Jason Xenopoulos                  | Afrique du Sud | 106     |
| The Story of an African Farm (en)              | David Lister (en)                 | Afrique du Sud | 97      |
| Forgiveness                                    | Ian Gabriel (en)                  | Afrique du Sud | 112     |
| Un rêve algérien                               | Jean-Pierre Lledo                 | Algérie        | 110     |
| Arlit, deuxième Paris                          | Idrissou Mora Kpaï                | Bénin          | 78      |
| La Valse des gros derrières                    | Jean Odoutan                      | Bénin          | 72      |
| Sofia                                          | Boubakar Diallo                   | Burkina Faso   | 105     |
| Woman's Love (Hob El Banat)                    | Khaled El Hagar (en)              | Égypte         | 110     |
| Paris, la métisse                              | film collectif                    | France         | 90      |
| Mahaleo                                        | Raymond Rajaonarivelo, Cesar Paes | Madagascar     | 98      |
| Jawhara (Fille de prison)                      | Saâd Chraïbi                      | Maroc          | 97      |
| Ten'ja                                         | Hassan Legzouli                   | Maroc          | 80      |
| Al'Leessi... Une actrice africaine             | Rahmatou Keïta                    | Niger          | 69      |
| Bab El Arch (Noce d'été)                       | Mokhtar Ladjimi                   | Tunisie        | 90      |
| La Villa                                       | Mohamed Damak                     | Tunisie        | 90      |
| Une odyssée                                    | Brahim Babaï                      | Tunisie        | 92      |
| Moolaadé                                       | Ousmane Sembène                   | Sénégal        | 120     |
| The Legend of the Sky Kingdom                  | Roger Hawkins (en)                | Zimbabwe       | 73      |
| Carmen de Khayelitsha (U-Carmen e-Khayelitsha) | Mark Dornford-May                 | Zimbabwe       | 122     |

### Panorama des cinémas d’Afrique – courts métrages
| Titre                                  | Réalisation                        | Pays    | Minutes |
| -------------------------------------- | ---------------------------------- | ------- | ------- |
| Balcon Atlantico                       | Mohamed Chrif Tribak, Hicham Falah | Maroc   | 20      |
| Pourquoi ?                             | Sokhna Amar                        | Sénégal | 8       |
| Hamda (L’Homme au costume gris)        | Fehd Chebbi                        | Tunisie | 9       |
| Le Pâtre des étoiles (Râ I Al-Noujoum) | Mourad Ben Cheikh                  | Tunisie | 22      |
| Signe d’appartenance                   | Kamel Cherif                       | Tunisie | 30      |

### Compétition officielle – Prix Paul Robeson – longs métrages
| Titre                                      | Réalisation            | Pays       | Minutes |
| ------------------------------------------ | ---------------------- | ---------- | ------- |
| Scent of Oak                               | Rigoberto Lopez        | Cuba       | 127     |
| Beah: A Black Woman Speaks                 | Lisa Gay Hamilton      | États-Unis | 90      |
| Chisholm’72: Unbought Unbossed             | Shola Lynch            | États-Unis | 78      |
| One Love                                   | Rick Elgood, Don Letts | Jamaïque   | 96      |
| Sweet Honey in the Rock: Raise your Voices | Stanley Nelson         | États-Unis | 84      |
| Woman Thou Art Loosed                      | Michael Schultz        | États-Unis | 97      |

### Films du monde – longs métrages
| Titre                                          | Réalisation                      | Pays       | Minutes |
| ---------------------------------------------- | -------------------------------- | ---------- | ------- |
| Maisha ni karata : la vie est un jeu de cartes | Philippe de Pierpont             | Belgique   | 70      |
| Quand la mer monte                             | Yolande Moreau, Gilles Porte     | Belgique   | 89      |
| Stander                                        | Bronwen Hughes                   | Canada     | 112     |
| Ray                                            | Taylor Hackford                  | États-Unis | 152     |
| Agadez Nomade FM                               | Christian Lelong                 | France     | 75      |
| Genesis                                        | Claude Nuridsany, Marie Perennou | France     | 80      |
| Namibia Crossings Spirits & Limits             | Peter Liechti                    | Suisse     | 90      |

### Films du monde - courts métrages
| Titre                     | Réalisation              | Pays       | Minutes |
| ------------------------- | ------------------------ | ---------- | ------- |
| Africains poids-moyens    | Daniel Cattier           | Belgique   | 16      |
| Closed District           | Pierre-Yves Vandeweerd   | Belgique   | 55      |
| Matin calme               | Annick Ghijzelingo       | Belgique   | 14      |
| Mon cousin Jacques        | Xavier Diskeuve          | Belgique   | 28      |
| The Cake and the Cheese   | Ma Felipe, Daniel Mattos | Brésil     | 15      |
| Binta and The Great Idea  | Javier Fesser            | Espagne    | 30      |
| Sahara Marathon           | Jon Garaño, Aitor Arregi | Espagne    | 55      |
| Le Premier jour           | Luc de Saint-Sernin      | France     | 22      |
| Noctambules               | Pascal Tessaud           | France     | 12      |
| Elephant Palm Tree        | Kara Miller              | Jamaïque   | 10      |
| Pleine lune à Volga plage | Camille Mauduech         | Martinique | 15      |
| Cleaning up your Word     | Emre Koca                | Turquie    | 11      |

### TV – vidéos fictions et documentaires
| Titre                           | Réalisation              | Pays           | Minutes |
| ------------------------------- | ------------------------ | -------------- | ------- |
| Ask me I’m Positive             | Teboho Edkins            | Afrique du Sud | 48      |
| Mozart, the Music of the Violin | Mickey Madoda Dube       | Afrique du Sud | 30      |
| Aliénations                     | Malek Bensmaïl           | Algérie        | 105     |
| La Casbah d’Alger               | Nasser-Eddine Benalia    | Algérie        | 71      |
| Kin Malebo danse                | Dom Pedro                | Angola         | 52      |
| Les Doigts sacrés               | Hubert Toussaint Kiniffo | Bénin          | 27      |
| Yèmadjè                         | Jémima Catrayé           | Bénin          | 25      |
| Histoire de sable               | Hyacinthe Combary        | Burkina Faso   | 48      |
| Kounandi                        | Apolline Traoré          | Burkina Faso   | 50      |
| La Volonté                      | Rolande Ouédraogo        | Burkina Faso   | 24      |
| Nous aussi                      | Habibou Zoungrana        | Burkina Faso   | 14      |
| Un amour pendant la guerre      | Osvalde Lewat            | Cameroun       | 60      |
| Nous, les pygmées               | Saïd Penda               | Cameroun       | 26      |
| The Price of a Daughter         | Jane Murago-Munene       | Kenya          | 86      |
| Conakry Kas                     | Manthia Diawara          | Mali           | 86      |
| Oberlin-Indanda                 | Chérif Keïta             | Mali           |         |
| Jealous Lovers                  | Adin Williams            | Nigeria        | 105     |
| Detectives Dioug’s Ak Taph      | Fabacary Assymby Coly    | Sénégal        | 28      |

### TV – vidéo – séries et sitcoms
| Titre                    | Réalisation       | Pays          | Minutes |
| ------------------------ | ----------------- | ------------- | ------- |
| Sidagamie                | Maurice Kaboré    | Burkina Faso  | 104     |
| Trois hommes, un village | Idrissa Ouedraogo | Burkina Faso  | 45      |
| Boomerang                | Adama Coulibaly   | Côte d'Ivoire | 26      |
| Les Aventures de Seko    | Boubakar Sidibé   | Mali          | 78      |

## Palmarès

### Longs métrages
Le grand prix se divise en trois : or, argent et bronze, si bien que l'Étalon de Yennenga devient l’Étalon d'or de Yennenga, conçu par le sculpteur burkinabé Ali Nikiéma.
- Étalon d'or de Yennenga (Grand prix) : Drum de Zola Maseko (Afrique du Sud)
- Étalon d'argent de Yennenga : La Chambre noire de Hassan Benjelloun (Maroc)
- Étalon de bronze de Yennenga : Tasuma de Kollo Daniel Sanou (Burkina Faso)
- Prix spécial de l'Union européenne : Zulu Love Letter de Ramadan Suleman (Afrique du Sud)
- Prix Oumarou Ganda (meilleure première œuvre) : Max and Mona de Teddy Mattera (Afrique du Sud)
- Prix de la meilleure interprétation féminine : Pamela Nomvete Marimbe dans Zulu Love Letter de Ramadan Suleman (Afrique du Sud)
- Prix de la meilleure interprétation masculine : Sid Ali Kouiret dans Les Suspects de Kamal Dehane (Algérie)
- Prix du meilleur scénario : La Nuit de la vérité de Fanta Régina Nacro (Burkina Faso)
- Prix de la meilleure image : Un héros de Zeze Gamboa (Angola)
- Prix du meilleur son : El Manara de Belkacem Hadjadj (Algérie)
- Prix de la meilleure musique : Sékouba Bambino Diabaté dans Sous la clarté de la lune d'Apolline Traoré (Burkina Faso)
- Prix du meilleur décor : Drum de Zola Maseko (Afrique du Sud)
- Prix du meilleur montage : Andrée Davanture pour Le Prince de Mohamed Zran (Tunisie)
- Prix du public décerné par Radio France internationale (RFI) et le ministère français des Affaires étrangères : Tasuma de Kollo Daniel Sanou (Burkina Faso)
- Prix Paul Robeson (meilleur long métrage de la diaspora africaine) : Beah: A Black Woman Speaks de Lisa Gay Hamilton (États-Unis)

### Courts métrages
Une compétition courts métrages est créée et dotée de prix, les Poulains d'or, d'argent et de bronze.
- Poulain d'or de Yennenga : L'Autre Mal de Tahirou Tasséré Ouédraogo (Burkina Faso)
- Poulain d'argent de Yennenga : Be kunko de Cheick Fantamady Camara (Guinée)
- Poulain de bronze de Yennenga : Safi, la petite mère de Rasmané Ganemtoré (Burkina Faso)
- Mentions spéciales : ex aequo Le Secret de Fatima de Karim Bensalah (Algérie) ; Prince Loseno de Kibushi Ndjate Wooto (République démocratique du Congo) et Le Sifflet de As Thiam (Sénégal)

### Télévision – Vidéo
- Prix de la meilleure œuvre de fiction/documentaire : Conakrykas de Manthia Diawara (Mali)
- Prix de la meilleure série ou sitcom : Sidagamie de Maurice Kaboré (Burkina Faso)
- Prix spécial du jury fiction/documentaire : Aliénation de Malek Bensmaïl (Algérie)
- Prix spécial du jury série ou sitcom : Trois hommes, un village de Idrissa Ouedraogo et Issa Traoré de Brahima (Burkina Faso)

### Prix spéciaux
- Prix spécial santé : Moolaadé de Ousmane Sembène (Sénégal)
- Prix spécial droits humains : Une seconde de vie de Adjara Lompo (Burkina Faso)
- Prix spécial UEMOA long métrage : La Nuit de la vérité de Fanta Régina Nacro (Burkina Faso)
- Prix spécial UEMOA Court métrage : Safi, la petite mère de Rasmané Ganemtoré (Burkina Faso)
- Prix spécial UEMOA TV/ vidéo professionnelle : Joseph Ki-Zerbo identités de Dani Kouyaté (Burkina Faso)
- Prix des Nations unies pour la lutte contre la pauvreté : Tasuma de Sanou Kollo (Burkina Faso)
- Prix de l'Unicef  « pour la promotion des droits de l'enfant » : Un amour d’enfant de Ben Diogaye Bèye (Sénégal)
- Prix de l’Unicef « pour la promotion des droits de la femme » : Zulu Love Letter  de Ramadan Suleman (Afrique du Sud) 
  - mention spéciale : Les Suspects de Kamal Dehane (Algérie)
  - mention spéciale : Safi, la petite mère de Rasmané Ganemtoré (Burkina Faso)
- Prix santé et sécurité au travail : Beat the Drum de David Hickson (Afrique du Sud)
- Prix de l'intégration Africaine (CEDEAO) : Tasuma de Sanou Kollo (Burkina Faso)
- Prix Droits de l'enfant : La Caméra de bois de Ntshavheni Wa Luruli (Afrique du Sud)
- Prix Signis de l'association catholique mondiale pour la  communication : Beat the Drum de David Hickson (Afrique du Sud)
- *mention spéciale : Un amour d'enfant de Ben Diogaye Bèye (Sénégal)
- Prix Loterie nationale : Rencontre en ligne  de Adama Roamba (Burkina Faso)
- Prix RFO/AITV/CFI 
  - 1er  prix documentaire : Rago de la télévision centrafricaine
  - 2e prix  documentaire : Les Difficultés de conservation des manuscrits de Tombouctou de la télévision nationale du Mali
  - 3e prix documentaire : L'Importance de l'igname dans les sociétés béninoises de l'Office de radio télévision du Bénin
- Prix CNLS/IST : Sidagamie de Maurice Kaboré (Burkina Faso)
- Prix Commune de Ouagadougou : Beat the Drum  de David Hickson (Afrique du Sud)
- Prix de la ville de Turin : Safi, la petite mère de Rasmané Ganemtoré (Burkina Faso)
- Prix Graine de Baobab Wamdé : Ouaga Saga de Dani Kouyaté (Burkina Faso)
- Prix INALCO Caméra numérique : Zulu Love Letter de Ramadan Suleman (Afrique du Sud)
- Prix Poitou-Charentes : El Manara de Belkacem Hadjadj (Algérie)
- Prix COE : Prince Loseno de Kibushi Ndjate Wooto (République démocratique du Congo)
- Prix d'interprétation masculine dans un second rôle tenu  dans un long métrage : Ouédraogo Rasmané dans La Nuit de la vérité de Fanta Régina Nacro (Burkina Faso)
- Prix d'interprétation féminine dans un second rôle tenu dans un long métrage : Sonia Nouacer dans El Manara de Belkacem Hadjadj (Algérie)
- Prix Point Afrique : Sous la clarté de la lune de Apolline Traoré (Burkina Faso)
- Prix côté doc de la meilleure œuvre documentaire : Sokhna Amar (Sénégal) 
  - Mention spéciale : Ask Me I Am Positive de  Toboho Edkins (Afrique du Sud)
  - Mention spéciale : La Volonté de Rolande Ouédraogo (Burkina Faso)
  - Mention spéciale : Oberlin Inanda de Chérif Keïta (Mali)

## Bilan
« Les plus grandes découvertes partagent un nom commun : le numérique », indique Elisabeth Lequeret. Les petites caméras DV permettent un regard plus local avec un développement sans précédent du documentaire. A côté des grands films à thème, une génération de jeunes réalisateurs offrent des instantanés quasi-sociologiques de la jeune génération africaine.
« Nous nous démenons pour que nos films soient présentables et voilà qu’on les passe dans le mauvais format », se plaint Zola Maseko, titulaire de l'Étalon de Yennenga, qui en appelle aussi à renouveler les vieux appareils de projection. L'attribution de l'Étalon d'or de Yennenga à son film Drum par un jury visiblement mal accordé a suscité des réactions étonnées. « A quoi bon s’auto-congratuler de reproduire du cinéma américain ? » demande Olivier Barlet qui en faisait partie, lequel remarque par ailleurs l'omniprésence du cinéma burkinabè.